# Laconia (Cyclecar)
Der Laconia 10 HP Staggered Roadster war ein nur 1914 angebotener, US-amerikanischer Kleinwagen. Hersteller war Henry H. Buffum († 1933) in Laconia (New Hampshire, USA).

## Henry H. Buffum
Henry Buffum stammte von der Westküste und kam um 1890 nach in Abington, Plymouth County (Massachusetts), wo er eine Werkstätte betrieb, in der Fahrräder hergestellt und Geräte repariert wurden. Er baute auch Motorboote; hauptsächlich beschäftigte er sich jedoch mit der Automatisierung der Schuhproduktion. Der Erfinder und Tüftler patentierte eine Nagel- und eine Nähmaschine und einen Sprühkopf für Sprinkleranlagen, ehe er 1894 mit der Konstruktion seines ersten Automobils begann. Der im folgenden Jahr fertiggestellte Four Cylinder Stanhope war der erste von sechs vor 1900 entstandenen Versuchswagen und gilt als das erste Auto der Welt mit einem Vierzylindermotor; diesen konstruierte er ebenfalls selber. 1901 gründete er die H.H. Buffum Company, die bis 1908 innovative Fahrzeuge produzierte. Das Unternehmen stellte 1903 einen Rennwagen mit 180°-V8-Motor vor, der als erstes in den USA hergestelltes Achtzylinder-Straßenfahrzeug und erster "Produktions"-Rennwagen gilt, weil er im Verkaufskatalog von 1904 als reguläres Modell geführt wurde. Der Buffum 40 HP von 1906 gilt, neben dem Hewitt 50/90 HP, als erster US-Personenwagen mit V8-Motor. Nach der Insolvenz seines Unternehmens ging Buffum nach Laconia (New Hampshire), wo er zunächst wieder Motorboote herstellte.

## Der Laconia
Um 1910 und danach brach zunächst in Europa  ein Boom auf Cyclecars aus, der rasch auch die USA erreichte. Hier wie dort gab es sowohl gut durchdachte und sorgfältig gebaute Fahrzeuge wie auch eine ganze Reihe unseriöser und billig hergestellter Konstruktionen. Ihren Höhepunkt erreichte die Modeerscheinung 1914; danach flaute sie so schnell ab wie sie in Erscheinung getreten war. Nur zwei Jahre später gab es kaum noch einen aktiven Hersteller. Als Ursache lassen sich ein zunehmend schlechter Ruf wegen der genannten "schwarzen Schafe" in der Branche ermitteln. Der Hauptgrund war aber der schwindende Preisvorteil gegenüber einem richtigen Auto mit besserem Komfort, akzeptablem Wetterschutz und robusterer Bauweise, wie es der Ford Modell T verkörperte. Während die Preisspanne für einen zweisitzigen Cyclecar durchweg zwischen US$ 200.- und 500.- lag, sank der Preis für einen fünfsitzigen Ford Touring von US$ 690.- im Jahr 1912 auf US$ 360.- Ende 1916.
Buffum erschien mit seinem Laconia just auf dem Höhepunkt der Modewelle. Leider ist wenig über das Fahrzeug bekannt, doch deuten seine früheren Konstruktionen und der relativ hohe Preis von US$ 450.- auf ein hochwertiges Fahrzeug hin. Im ersten und einzigen Produktionsjahr entstanden weniger als 100 Exemplare. Um deren Vermarktung scheint sich Buffum weniger Gedanken gemacht zu haben; weder für seinen Bootsbau noch für die Produktion des Laconia richtete er eigene Unternehmen ein. Henry Buffum verstarb 1933 an der Westküste.

## Technik
Leider sind nur unvollständige technische Daten verfügbar. Bekannt ist, dass es sich um einen V2-Motor mit Luftkühlung gehandelt hat. Ein solcher Antrieb war bei Cyclecars verbreitet. Der Hersteller wird nicht genannt. Frühere Motoren hatte Buffum selber konstruiert; es ist durchaus denkbar, dass er einen seiner Bootsmotoren angepasst hat. Die Zylinder des Laconia-Motors waren mit je 3,5 Zoll Bohrung und Hub (889 mm) quadratisch ausgelegt. Daraus ergibt sich ein Hubraum von 67,3 c.i. (1103 cm³). Damit lag der Hubraum knapp oberhalb der Grenze von 1100 cm³ für die damalige Cyclecar-Klasse. Die 10 HP im Modellnamen beziehen sich auf das N.A.C.C.-Rating, das auf Motorbohrung und Zylinderzahl abstellte und hier einen Wert von 9,8 HP ergibt. Über die tatsächliche Motorenleistung sagt dieser errechnete Wert wenig aus. Er wird von zwei Quellen mit 7 bhp (5,2 kW) angegeben. Zur Kraftübertragung fehlen Details, erwähnt nur ein klassentypisches Friktionsgetriebe, das üblicherweise mittels Riemen- oder Kettenantrieb auf eines der Hinterräder wirkte.
Der Radstand ist für ein Cyclecar mit 90 Zoll (2286 mm) großzügig bemessen. Die Drahtspeichenräder maßen 28 × 2,5 Zoll (711 × 63,5 mm). Das Fahrzeug hatte Linkslenkung. Bedingt durch die schmale Bauweise konnten zwei Personen nur bedingt nebeneinander sitzen, daher war der Beifahrersitz leicht nach hinten versetzt ("staggered"); auch dieser Kunstgriff war bei Cyclecars durchaus verbreitet. Ungewöhnlich war eine Karosserie aus Aluminium, die zu Buffums Qualitätsdenken passt.